# Parti Wildrose de l'indépendance albertaine
Ne doit pas être confondu avec Parti Wildrose.
Le Parti Wildrose de l'indépendance albertaine est un parti politique provincial indépendantiste en Alberta, au Canada, qui a été formé par la fusion des partis Wexit Alberta et Freedom Conservative Party of Alberta. Paul Hinman est le chef par intérim du parti. Ce parti prône l'indépendance de l'Alberta par rapport au reste du Canada. 

## Histoire
Le mouvement Wexit, prônant l'indépendance de l'Ouest du Canada en raison du mauvais traitement économique que le gouvernement fédéral réserverait à cette région du pays, prend de l'ampleur à la suite de la réélection du gouvernement de Justin Trudeau lors des élections fédérales de 2019. En juin 2020, les deux principaux partis provinciaux de cette mouvance fusionnent au sein du Parti Wildrose de l'indépendance albertaine. Le parti monte rapidement dans les sondages, atteignant 20% en juin 2021. Une élection à la chefferie est prévue le 28 août 2021.